# Сааков, Калюста Петросович
Калю́ста (Никола́й) Петро́сович Саа́ков — советский хозяйственный и политический деятель.

## Биография
Родился в 1913 году в селе Лор. Член КПСС.
Окончил ФЗУ «Нефтеуч» в Грозном в 1933, направлен на 3-й курс нефтяного техникума.
Учился в Промакадемии им. С. М. Кирова в Баку с 1938 вплоть до её закрытия в 1940.
В 1933—1935 гг. — оператор строящегося Саратовского НПЗ.
В 1940—1941 гг. — директор Одесского НПЗ, эвакуированного в Сызрань.
В 1941—1944 гг. — директор Сызранского НПЗ.
Стажировался в 1943-44 в США, обучаясь современным технологиям нефтепереработки.
В 1944—1960 гг. — начальник цеха № 1 завода № 228, секретарь парткома завода им. В. П. Чкалова в Орске Оренбургской области.
В 1960—1978 гг. — директор Орского завода «Синтезспирт».
Умер в 1989 году в Орске.

## Награды
- Орден Ленина (1959)
- Орден Трудового Красного Знамени (1944, 1948, 1954, 1971)
- Орден Знак Почёта (1966)
- Медаль «За трудовую доблесть»